# Hemimyzon taitungensis
Hemimyzon taitungensis är en fiskart som beskrevs av Tzeng och Shen 1982. Hemimyzon taitungensis ingår i släktet Hemimyzon och familjen grönlingsfiskar. IUCN kategoriserar arten globalt som sårbar. Inga underarter finns listade i Catalogue of Life.